# Бжозов
Бжозов (пољ. Brzozów) је седиште повјата у југоисточној Пољској, у Поткарпатском војводству.
Број становника: 8,2 хиљаде.
.

## Положај
- 49° 41' 2" N, 22° 1' 10,7 " E
- Налази се над реком Стобњицом
- 50km јужно од Жешова, 20km западно од Кросна, 18km северно одСанока

## Вреди погледати
- Ратуш
- Споменик побијеним Јеврејима.

## Демографија
| 1946. | 1950. | 1970. | 1980. | 2012. |
| ----- | ----- | ----- | ----- | ----- |
| 3.725 | 3.533 | 4.896 | 6.311 | 7.631 |

## Партнерски градови
- Молдава над Бодву
- Самбир